# スポロポレニン

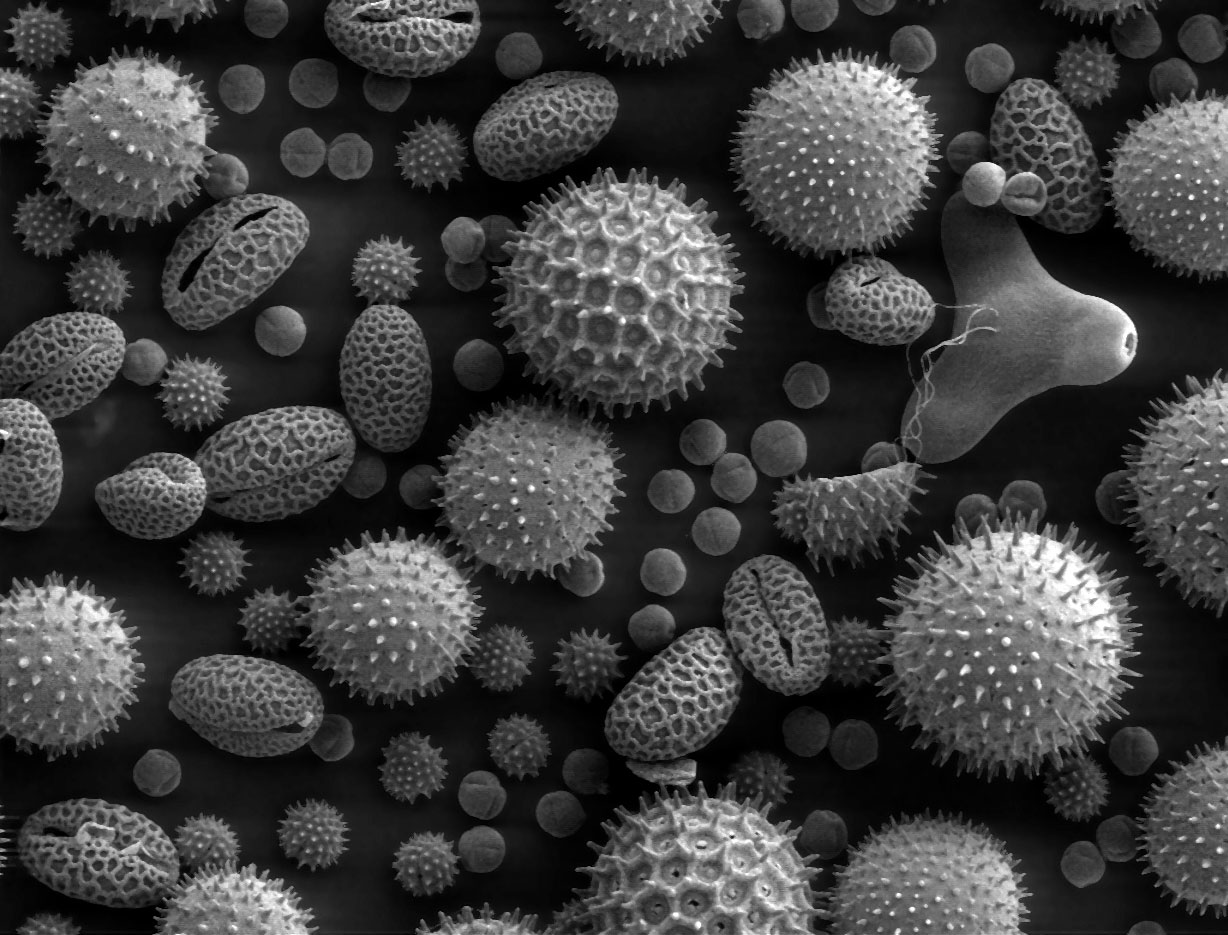
花粉粒のSEM画像

スポロポレニン（sporopollenin）とは、植物由来の有機物。非常に分解されにくい炭素数90の高分子物質で、アルカリにも酸にも不溶。花粉や胞子の外壁（エキシン、exine)の主成分である。
花粉・胞子が酸素の供給の少ない条件の中で長い年月を化石として残る事が出来るのは、このスポロポレニンが細胞膜に含まれているからである。
ゼッチェ（Zetzshe, F.1928）は花粉・胞子をアルカリで煮沸し、その中のアルカリ不溶性であった部分にさらに強酸を加えて加水分解させることでアルカリにも酸にも不溶の物質を得ている。当初は、胞子の場合はスポロニン（sporonine）、花粉の場合はポレオニン（polleonin）と名付けていたが、後に区別せずにスポロポレニン（sporopollenin）と呼ぶ事にした。